# Uduba kavanaughi
Uduba kavanaughi is een spinnensoort uit de familie Udubidae. De soort komt voor in Madagaskar.